# Sorttjärnen, Hälsingland
Sorttjärnen är en sjö i Ljusdals kommun i Hälsingland och ingår i Ljusnans huvudavrinningsområde. Sjön är 8 meter djup, har en yta på 0,155 kvadratkilometer och befinner sig 182,9 meter över havet.

## Delavrinningsområde
Sorttjärnen ingår i det delavrinningsområde (684657-151877) som SMHI kallar för Ovan VDRID = 678846-157106 i Ljusnans vattendrags*. Medelhöjden är 174 meter över havet och ytan är 8,02 kvadratkilometer. Räknas de 1323 avrinningsområdena uppströms in blir den ackumulerade arean 13 807,22 kvadratkilometer. Avrinningsområdets utflöde Ljusnan mynnar i havet. Avrinningsområdet består mestadels av skog (35 procent), öppen mark (12 procent) och jordbruk (29 procent). Avrinningsområdet har 0,97 kvadratkilometer vattenytor vilket ger det en sjöprocent på 12,1 procent. Bebyggelsen i området täcker en yta av 0,63 kvadratkilometer eller 8 procent av avrinningsområdet.